# Torneo de Clasificación Olímpica de Voleibol Femenino de 2023
El Torneo de Clasificación Olímpica de Voleibol Femenino de 2023 fue un torneo de voleibol de selecciones nacionales femeninas organizado por la Federación Internacional de Voleibol (FIVB). Se celebró del 16 al 24 de septiembre de 2023 en las ciudades de Ningbo, Tokio y Łódź. 24 equipos jugaron en el torneo, donde se clasificaron los 6 mejores equipos al Torneo femenino de voleibol en los Juegos Olímpicos de París 2024. 

## Clasificación
Los 24 mejores equipos según el Ranking Mundial Senior (WR) de Voleibol FIVB que aún no están clasificados se dividieron en tres grupos de ocho equipos. Los dos mejores equipos de cada grupo se clasificaron para París 2024.
Como nación anfitriona, Francia (15 en el ranking FIVB) se ha asegurado su lugar.
Los cinco lugares restantes por género se cubrirán seleccionando los cinco mejores equipos aún no clasificados en el WR FIVB al final de la fase preliminar de la Liga de Naciones de Voleibol 2024. Para garantizar el principio de universalidad, estos equipos serán seleccionados como según el siguiente orden de prioridad: 1) Los equipos de un continente sin equipos clasificados y 2) Los mejores equipos aún no clasificados.
| Grupo A Ningbo | Grupo B Tokio                                                                                         | Grupo C Łódź |
| --- | --- | --- |
| China (6) Serbia (3) República Dominicana (10) Países Bajos (9) Canadá (11) República Checa (17) México (23) Ucrania (18) | Japón (8) Brasil (4) Turquía (1) Bélgica (13) Bulgaria (16) Puerto Rico (22) Argentina (19) Perú (29) | Polonia (7) Italia (5) Estados Unidos (2) Alemania (12) Tailandia (14) Colombia (20) Corea del Sur (36) Eslovenia (25) |

## Formato de competición
1. Número total de victorias (partidos ganados, partidos perdidos)
2. En caso de empate, se aplica el siguiente primer desempate: Los equipos se clasifican por el mayor punto ganado por partido de la siguiente manera:

- Partido ganado 3–0 o 3–1: 3 puntos para el ganador, 0 puntos para el perdedor
- Partido ganado 3–2: 2 puntos para el ganador, 1 punto para el perdedor
- Partido perdido: 3 puntos para el ganador, 0 puntos (0–25, 0–25, 0–25) para el perdedor

1. Si los equipos aún están empatados después de examinar el número de victorias y los puntos ganados, entonces la FIVB examina los resultados para romper el empate en el siguiente orden:

- Coeficiente de sets: si dos o más equipos están empatados en el número de puntos ganados, se clasifican por el cociente resultante de la división del número de todos los sets ganados por el número de todos los sets perdidos.
- Coeficiente de puntos: si el empate persiste en función del cociente establecido, los equipos se clasifican según el cociente resultante de la división de todos los puntos anotados por el total de puntos perdidos durante todos los conjuntos.
- Si el empate persiste en función del cociente de puntos, el empate se romperá en función del equipo que ganó el partido de la fase de round robin entre los equipos empatados. Cuando el cociente de empate en el punto es entre tres o más equipos, estos equipos se clasificaron teniendo en cuenta solo los partidos que involucran a los equipos en cuestión.

## Grupos

### Grupo A
| Posición | Equipo               | Partidos | Partidos | Partidos | Pts | Sets | Sets | Sets  | Puntos | Puntos | Puntos |
| Posición | Equipo               | PJ       | PG       | PP       | Pts | SG   | SP   | Ratio | PG     | PP     | Ratio  |
| -------- | -------------------- | -------- | -------- | -------- | --- | ---- | ---- | ----- | ------ | ------ | ------ |
| 1.º      | República Dominicana | 7        | 6        | 1        | 17  | 20   | 9    | 2.222 | 670    | 597    | 1.122  |
| 2.º      | Serbia               | 7        | 5        | 2        | 15  | 17   | 7    | 2.428 | 576    | 507    | 1.136  |
| 3.º      | Canadá               | 7        | 5        | 2        | 14  | 17   | 11   | 1.545 | 615    | 600    | 1.025  |
| 4.º      | China                | 7        | 4        | 3        | 14  | 17   | 10   | 1.700 | 620    | 544    | 1.139  |
| 5.º      | Países Bajos         | 7        | 4        | 3        | 13  | 16   | 11   | 1.454 | 599    | 561    | 1.067  |
| 6.º      | Ucrania              | 7        | 2        | 5        | 6   | 7    | 17   | 0.411 | 493    | 563    | 0.875  |
| 7.º      | República Checa      | 7        | 2        | 5        | 5   | 8    | 18   | 0.444 | 545    | 610    | 0.893  |
| 8.º      | México               | 7        | 0        | 7        | 0   | 2    | 21   | 0.095 | 435    | 571    | 0.761  |

     - Clasificadas a París 2024.

Actualizado al 24-09-2023. Fuente: Grupo A

#### Resultados
- Del 16 al 24 de septiembre
- Sede:  Beilun Tiyi Centre
- Todos los horarios corresponden a la hora de Ningbo, China ( UTC+08:00 )

| Fecha            | Hora  | Equipo 1        | Sets  | Equipo 2        | Set 1 | Set 2 | Set 3 | Set 4 | Set 5 | Total   |
| ---------------- | ----- | --------------- | ----- | --------------- | ----- | ----- | ----- | ----- | ----- | ------- |
| 16 de septiembre | 10.00 | Serbia          | 3 : 0 | México          | 25-16 | 25-19 | 25-23 |       |       | 75-58   |
| 16 de septiembre | 13.00 | Rep. Dominicana | 2 : 3 | Rep. Checa      | 21-25 | 25-21 | 21-25 | 26-24 | 12-15 | 105-110 |
| 16 de septiembre | 16.00 | Países Bajos    | 2 : 3 | Canadá          | 30-32 | 25-19 | 25-15 | 17-25 | 13-15 | 110-106 |
| 16 de septiembre | 19.30 | China           | 3 : 0 | Ucrania         | 25-21 | 25-18 | 25-21 |       |       | 75-60   |
| 17 de septiembre | 10.00 | Países Bajos    | 3 : 0 | Rep. Checa      | 25-13 | 25-18 | 25-21 |       |       | 75-52   |
| 17 de septiembre | 13.00 | Rep. Dominicana | 3 : 2 | Canadá          | 25-17 | 22-25 | 23-25 | 25-18 | 15-12 | 110-97  |
| 17 de septiembre | 16.00 | Serbia          | 3 : 0 | Ucrania         | 25-18 | 25-18 | 25-16 |       |       | 75-52   |
| 17 de septiembre | 19.30 | China           | 3 : 0 | México          | 25-14 | 25-18 | 25-7  |       |       | 75-39   |
| 19 de septiembre | 10.00 | Serbia          | 3 : 0 | Canadá          | 25-19 | 25-17 | 25-21 |       |       | 75-57   |
| 19 de septiembre | 13.00 | Rep. Dominicana | 3 : 0 | Ucrania         | 25-17 | 25-21 | 31-29 |       |       | 81-67   |
| 19 de septiembre | 16.00 | Países Bajos    | 3 : 0 | México          | 25-18 | 25-18 | 25-17 |       |       | 75-53   |
| 19 de septiembre | 19.30 | China           | 3 : 0 | Rep. Checa      | 25-12 | 25-16 | 25-23 |       |       | 75-51   |
| 20 de septiembre | 10.00 | Países Bajos    | 3 : 0 | Ucrania         | 25-23 | 25-21 | 25-16 |       |       | 75-60   |
| 20 de septiembre | 13.00 | Rep. Dominicana | 3 : 0 | México          | 25-17 | 27-25 | 25-16 |       |       | 77-58   |
| 20 de septiembre | 16.00 | Serbia          | 3 : 1 | Rep. Checa      | 25-20 | 25-22 | 30-32 | 25-20 |       | 105-94  |
| 20 de septiembre | 19.30 | China           | 2 : 3 | Canadá          | 26-28 | 25-15 | 23-25 | 25-22 | 15-17 | 114-107 |
| 22 de septiembre | 10.00 | Serbia          | 1 : 3 | Rep. Dominicana | 23-25 | 25-18 | 23-25 | 17-25 |       | 88-93   |
| 22 de septiembre | 13.00 | Canadá          | 3 : 1 | Ucrania         | 25-22 | 23-25 | 25-12 | 25-11 |       | 98-70   |
| 22 de septiembre | 16.00 | Rep. Checa      | 3 : 1 | México          | 25-17 | 25-19 | 18-25 | 29-27 |       | 97-88   |
| 22 de septiembre | 19.30 | China           | 2 : 3 | Países Bajos    | 25-18 | 26-24 | 19-25 | 24-26 | 13-15 | 107-108 |
| 23 de septiembre | 10.00 | Rep. Checa      | 1 : 3 | Ucrania         | 25-12 | 23-25 | 18-25 | 15-25 |       | 81-87   |
| 23 de septiembre | 13.00 | Canadá          | 3 : 0 | México          | 25-22 | 25-22 | 25-17 |       |       | 75-61   |
| 23 de septiembre | 16.00 | Serbia          | 3 : 0 | Países Bajos    | 25-19 | 25-16 | 25-20 |       |       | 75-55   |
| 23 de septiembre | 19.30 | China           | 1 : 3 | Rep. Dominicana | 23-25 | 25-21 | 14-25 | 14-25 |       | 76-96   |
| 24 de septiembre | 10.00 | México          | 1 : 3 | Ucrania         | 12-25 | 22-25 | 25-22 | 19-25 |       | 78-97   |
| 24 de septiembre | 13.00 | Canadá          | 3 : 0 | Rep. Checa      | 25-20 | 25-19 | 25-21 |       |       | 75-60   |
| 24 de septiembre | 16.00 | Rep. Dominicana | 3 : 2 | Países Bajos    | 25-20 | 20-25 | 25-19 | 23-25 | 15-12 | 108-101 |
| 24 de septiembre | 19.30 | China           | 3 : 1 | Serbia          | 23-25 | 25-22 | 25-14 | 25-22 |       | 98-83   |

### Grupo B
| Posición | Equipo      | Partidos | Partidos | Partidos | Pts | Sets | Sets | Sets  | Puntos | Puntos | Puntos |
| Posición | Equipo      | PJ       | PG       | PP       | Pts | SG   | SP   | Ratio | PG     | PP     | Ratio  |
| -------- | ----------- | -------- | -------- | -------- | --- | ---- | ---- | ----- | ------ | ------ | ------ |
| 1.º      | Turquía     | 7        | 7        | 0        | 21  | 21   | 3    | 7.000 | 603    | 468    | 1.288  |
| 2.º      | Brasil      | 7        | 6        | 1        | 16  | 18   | 7    | 2.571 | 585    | 479    | 1.221  |
| 3.º      | Japón       | 7        | 5        | 2        | 16  | 18   | 6    | 3.000 | 567    | 463    | 1.224  |
| 4.º      | Puerto Rico | 7        | 4        | 3        | 11  | 12   | 13   | 0.923 | 529    | 552    | 0.958  |
| 5.º      | Argentina   | 7        | 3        | 4        | 8   | 12   | 16   | 0.750 | 565    | 608    | 0.929  |
| 6.º      | Bélgica     | 7        | 2        | 5        | 6   | 7    | 15   | 0.466 | 461    | 508    | 0.907  |
| 7.º      | Bulgaria    | 7        | 1        | 6        | 5   | 8    | 18   | 0.444 | 502    | 583    | 0.861  |
| 8.º      | Perú        | 7        | 0        | 7        | 1   | 3    | 21   | 0.142 | 424    | 575    | 0.737  |

     - Clasificadas a París 2024.

Actualizado al 24-09-2023. Fuente: Grupo B

#### Resultados
- Del 16 al 24 de septiembre
- Sede:  Yoyogi National Stadium
- Todos los horarios corresponden a la hora de Tokio, Japón ( UTC+09:00 )

| Fecha            | Hora  | Equipo 1    | Sets  | Equipo 2    | Set 1 | Set 2 | Set 3 | Set 4 | Set 5 | Total   |
| ---------------- | ----- | ----------- | ----- | ----------- | ----- | ----- | ----- | ----- | ----- | ------- |
| 16 de septiembre | 10.00 | Bélgica     | 3 : 0 | Bulgaria    | 25-19 | 26-24 | 25-21 |       |       | 76-64   |
| 16 de septiembre | 13.00 | Turquía     | 3 : 0 | Puerto Rico | 25-19 | 25-16 | 25-14 |       |       | 75-49   |
| 16 de septiembre | 16.00 | Brasil      | 3 : 0 | Argentina   | 25-17 | 25-20 | 25-22 |       |       | 75-59   |
| 16 de septiembre | 19.25 | Japón       | 3 : 0 | Perú        | 25-9  | 25-19 | 25-15 |       |       | 75-43   |
| 17 de septiembre | 10.00 | Bélgica     | 1 : 3 | Puerto Rico | 25-20 | 23-25 | 19-25 | 19-25 |       | 86-95   |
| 17 de septiembre | 13.00 | Turquía     | 3 : 0 | Bulgaria    | 25-20 | 25-19 | 25-15 |       |       | 75-54   |
| 17 de septiembre | 16.00 | Brasil      | 3 : 0 | Perú        | 25-14 | 25-13 | 25-15 |       |       | 75-42   |
| 17 de septiembre | 19.25 | Japón       | 3 : 0 | Argentina   | 25-18 | 25-18 | 25-23 |       |       | 75-59   |
| 19 de septiembre | 10.00 | Bélgica     | 0 : 3 | Argentina   | 21-25 | 20-25 | 18-25 |       |       | 59-75   |
| 19 de septiembre | 13.00 | Turquía     | 3 : 1 | Perú        | 25-18 | 25-27 | 25-17 | 29-27 |       | 104-89  |
| 19 de septiembre | 16.00 | Brasil      | 3 : 2 | Bulgaria    | 25-13 | 22-25 | 27-29 | 25-21 | 15-8  | 114-96  |
| 19 de septiembre | 19.25 | Japón       | 3 : 0 | Puerto Rico | 25-23 | 25-21 | 25-13 |       |       | 75-57   |
| 20 de septiembre | 10.00 | Bélgica     | 3 : 0 | Perú        | 25-12 | 25-13 | 25-21 |       |       | 75-46   |
| 20 de septiembre | 13.00 | Turquía     | 3 : 1 | Argentina   | 25-16 | 22-25 | 25-15 | 25-15 |       | 97-71   |
| 20 de septiembre | 16.00 | Brasil      | 3 : 0 | Puerto Rico | 25-21 | 25-15 | 25-9  |       |       | 75-45   |
| 20 de septiembre | 19.25 | Japón       | 3 : 0 | Bulgaria    | 25-20 | 25-13 | 25-11 |       |       | 75-44   |
| 22 de septiembre | 10.00 | Puerto Rico | 3 : 2 | Argentina   | 28-30 | 19-25 | 25-19 | 25-23 | 15-8  | 112-105 |
| 22 de septiembre | 13.00 | Bulgaria    | 3 : 0 | Perú        | 25-13 | 25-18 | 25-16 |       |       | 75-47   |
| 22 de septiembre | 16.00 | Brasil      | 0 : 3 | Turquía     | 21-25 | 27-29 | 19-25 |       |       | 67-79   |
| 22 de septiembre | 19.25 | Japón       | 3 : 0 | Bélgica     | 28-26 | 25-18 | 25-14 |       |       | 78-58   |
| 23 de septiembre | 10.00 | Puerto Rico | 3 : 0 | Perú        | 26-24 | 25-22 | 25-21 |       |       | 76-67   |
| 23 de septiembre | 13.00 | Bulgaria    | 2 : 3 | Argentina   | 14-25 | 25-14 | 20-25 | 25-19 | 16-18 | 100-101 |
| 23 de septiembre | 16.00 | Brasil      | 3 : 0 | Bélgica     | 25-18 | 25-14 | 25-20 |       |       | 75-52   |
| 23 de septiembre | 19.25 | Japón       | 1 : 3 | Turquía     | 25-22 | 22-25 | 24-26 | 12-25 |       | 83-98   |
| 24 de septiembre | 10.00 | Bulgaria    | 1 : 3 | Puerto Rico | 14-25 | 25-20 | 18-25 | 12-25 |       | 69-95   |
| 24 de septiembre | 13.00 | Argentina   | 3 : 2 | Perú        | 20-25 | 25-12 | 10-25 | 25-18 | 15-10 | 95-90   |
| 24 de septiembre | 16.00 | Turquía     | 3 : 0 | Bélgica     | 25-14 | 25-20 | 25-21 |       |       | 75-55   |
| 24 de septiembre | 19.25 | Japón       | 2 : 3 | Brasil      | 21-25 | 25-22 | 25-27 | 25-15 | 10-15 | 106-104 |

### Grupo C
| Posición | Equipo         | Partidos | Partidos | Partidos | Pts | Sets | Sets | Sets  | Puntos | Puntos | Puntos |
| Posición | Equipo         | PJ       | PG       | PP       | Pts | SG   | SP   | Ratio | PG     | PP     | Ratio  |
| -------- | -------------- | -------- | -------- | -------- | --- | ---- | ---- | ----- | ------ | ------ | ------ |
| 1.º      | Estados Unidos | 7        | 6        | 1        | 18  | 19   | 7    | 2.714 | 626    | 474    | 1.320  |
| 2.º      | Polonia        | 7        | 6        | 1        | 18  | 20   | 8    | 2.500 | 644    | 573    | 1.123  |
| 3.º      | Italia         | 7        | 5        | 2        | 15  | 17   | 7    | 2.428 | 572    | 480    | 1.191  |
| 4.º      | Tailandia      | 7        | 4        | 3        | 11  | 13   | 12   | 1.083 | 538    | 549    | 0.979  |
| 5.º      | Alemania       | 7        | 4        | 3        | 11  | 15   | 14   | 1.071 | 624    | 621    | 1.004  |
| 6.º      | Eslovenia      | 7        | 2        | 5        | 6   | 9    | 17   | 0.529 | 510    | 574    | 0.888  |
| 7.º      | Colombia       | 7        | 1        | 6        | 3   | 7    | 20   | 0.350 | 520    | 623    | 0.834  |
| 8.º      | Corea del Sur  | 7        | 0        | 7        | 2   | 6    | 21   | 0.285 | 488    | 628    | 0.777  |

     - Clasificadas a París 2024.

Actualizado al 24-09-2023. Fuente: Grupo C

#### Resultados
- Del 16 al 24 de septiembre
- Sede:  Atlas Arena
- Todos los horarios corresponden a la hora de Łódź, Polonia ( UTC+02:00 )

| Fecha            | Hora  | Equipo 1       | Sets  | Equipo 2       | Set 1 | Set 2 | Set 3 | Set 4 | Set 5 | Total   |
| ---------------- | ----- | -------------- | ----- | -------------- | ----- | ----- | ----- | ----- | ----- | ------- |
| 16 de septiembre | 12.30 | Estados Unidos | 3 : 0 | Colombia       | 25-12 | 25-12 | 25-13 |       |       | 75-37   |
| 16 de septiembre | 15.30 | Alemania       | 3 : 0 | Tailandia      | 25-22 | 25-22 | 25-20 |       |       | 75-64   |
| 16 de septiembre | 18.30 | Polonia        | 3 : 0 | Eslovenia      | 25-18 | 25-15 | 25-22 |       |       | 75-55   |
| 16 de septiembre | 21.45 | Italia         | 3 : 0 | Corea del Sur  | 25-11 | 25-20 | 25-17 |       |       | 75-48   |
| 17 de septiembre | 12.30 | Alemania       | 3 : 1 | Colombia       | 23-25 | 28-26 | 25-19 | 25-14 |       | 101-84  |
| 17 de septiembre | 15.30 | Estados Unidos | 3 : 0 | Tailandia      | 25-13 | 25-16 | 25-18 |       |       | 75-47   |
| 17 de septiembre | 18.30 | Polonia        | 3 : 1 | Corea del Sur  | 25-22 | 24-26 | 25-21 | 25-9  |       | 99-78   |
| 17 de septiembre | 21.45 | Italia         | 3 : 0 | Eslovenia      | 25-15 | 25-15 | 25-17 |       |       | 75-47   |
| 19 de septiembre | 12.30 | Alemania       | 3 : 2 | Corea del Sur  | 25-13 | 25-21 | 23-25 | 22-25 | 15-7  | 110-91  |
| 19 de septiembre | 15.30 | Italia         | 3 : 1 | Tailandia      | 25-19 | 21-25 | 25-22 | 25-18 |       | 96-84   |
| 19 de septiembre | 18.30 | Polonia        | 3 : 0 | Colombia       | 25-21 | 25-21 | 25-13 |       |       | 75-55   |
| 19 de septiembre | 21.45 | Estados Unidos | 3 : 1 | Eslovenia      | 25-13 | 25-13 | 20-25 | 25-13 |       | 95-64   |
| 20 de septiembre | 12.30 | Italia         | 3 : 0 | Colombia       | 25-15 | 25-20 | 25-20 |       |       | 75-55   |
| 20 de septiembre | 15.30 | Estados Unidos | 3 : 1 | Corea del Sur  | 20-25 | 25-17 | 25-19 | 25-17 |       | 95-78   |
| 20 de septiembre | 18.30 | Polonia        | 2 : 3 | Tailandia      | 18-25 | 25-7  | 22-25 | 25-23 | 12-15 | 102-95  |
| 20 de septiembre | 21.45 | Alemania       | 3 : 2 | Eslovenia      | 17-25 | 25-21 | 19-25 | 25-16 | 15-12 | 101-99  |
| 22 de septiembre | 12.30 | Colombia       | 3 : 2 | Corea del Sur  | 25-12 | 14-25 | 20-25 | 25-20 | 15-9  | 99-91   |
| 22 de septiembre | 15.30 | Tailandia      | 3 : 0 | Eslovenia      | 25-21 | 25-23 | 25-18 |       |       | 75-62   |
| 22 de septiembre | 18.30 | Polonia        | 3 : 2 | Alemania       | 20-25 | 27-25 | 25-21 | 22-25 | 15-12 | 109-108 |
| 22 de septiembre | 21.45 | Italia         | 1 : 3 | Estados Unidos | 19-25 | 25-23 | 21-25 | 18-25 |       | 83-98   |
| 23 de septiembre | 12.30 | Colombia       | 2 : 3 | Eslovenia      | 17-25 | 25-19 | 26-24 | 18-25 | 11-15 | 97-108  |
| 23 de septiembre | 15.30 | Tailandia      | 3 : 0 | Corea del Sur  | 25-14 | 25-16 | 25-16 |       |       | 75-46   |
| 23 de septiembre | 18.30 | Polonia        | 3 : 1 | Estados Unidos | 27-25 | 16-25 | 25-23 | 25-16 |       | 93-89   |
| 23 de septiembre | 21.45 | Italia         | 3 : 0 | Alemania       | 25-20 | 25-22 | 25-15 |       |       | 75-57   |
| 24 de septiembre | 12.30 | Corea del Sur  | 0 : 3 | Eslovenia      | 13-25 | 20-25 | 23-25 |       |       | 56-75   |
| 24 de septiembre | 15.30 | Tailandia      | 3 : 1 | Colombia       | 25-19 | 20-25 | 25-23 | 28-26 |       | 98-93   |
| 24 de septiembre | 18.30 | Estados Unidos | 3 : 1 | Alemania       | 24-26 | 25-21 | 25-9  | 25-16 |       | 99-72   |
| 24 de septiembre | 21.30 | Polonia        | 3 : 1 | Italia         | 15-25 | 26-24 | 25-23 | 25-21 |       | 91-93   |

## Clasificadas a losJuegos Olímpicos de París 2024
| Turquía | Serbia | Brasil |

| República Dominicana | Estados Unidos | Polonia |